# Megaselia dewittei
Megaselia dewittei är en tvåvingeart som beskrevs av Rudolf Beyer 1965. Megaselia dewittei ingår i släktet Megaselia och familjen puckelflugor. Inga underarter finns listade i Catalogue of Life.